# Pixel 8a
O Pixel 8a é um smartphone Android projetado, desenvolvido e comercializado pelo Google como parte da linha de produtos Google Pixel. Ele serve como uma variante intermediária da série Pixel 8. O Pixel 8a compartilha um design semelhante com o resto dos Pixel 8's, com as principais diferenças entre eles sendo a tela da câmera mais fina e toda a tampa traseira sendo separável. O dispositivo possui recursos e funcionalidades semelhantes ao Pixel 8, com o foco principal deste telefone sendo as ferramentas de IA que o acompanham.

## História
O Pixel 8a foi anunciado e disponibilizado para pré-encomenda nos EUA em 7 de maio de 2024. Ao contrário da maioria dos telefones Pixel da série A anteriores, o Pixel 8a não foi anunciado no evento anual Google I/O, em vez disso, virá em uma semana exata mais cedo.